# Filmmúzeum
Filmmúzeum a fost un post de televiziune maghiar care difuza filme și seriale, a fost lansat pe 27 noiembrie 2000 după ce a fost lansat canalul MusicMax, după 11 ani pe 2 iulie 2012 a fost înlocuit cu Film Mania.